# Jan Kudrna (ragbista)
Jan Kudrna (10. února 1923 – 26. června 2003) byl český ragbista a trenér z klubu TJ Praga, se kterým jako hráč v roji získal několik medailí z mistrovství ČR a dále jako kouč přivedl klub k několika mistrovským titulům v lize mužů. V roce 1974 společně s Karlem Hrníčkem ve svém mateřském klubu založili mládežnickou základnu, která (vedena podle francouzských škol) byla vzorem i pro zahraniční kluby. Byl čestným předsedou ragbyového vysočanského klubu, kde hráli jeho vnuci Jan Kudrna a Petr Čížek (čestný občan Prahy 10). Ragbistům vypomáhal i jako tlumočník (mezi čtyři jazyky, s kterými se domluvil, patřila i rumunština). Mezi hráče, které přivedl k ragby patřil například i jeho kolega Eduard Krützner, který se stal později mimo jiné prezidentem České ragbyové unie.
Jeho syn Bruno Kudrna se stal šestkrát hráčem ragby roku a byl také předsedou ČRU.
Poslední rozloučení s Janem Kudrnou proběhlo 2. července 2003 ve velké obřadní síni Strašnického krematoria.

## Památka
V květnu 2015 se konal třetí ročník Memoriálu Jana Kudrny.